# Utah Olympic Park Track
Koordinaten: 40° 42′ 28″ N, 111° 33′ 50″ W
Der Utah Olympic Park Track ist eine Kunsteisbahn für den Bob-, Skeleton- und Rennrodelsport in Park City im US-Bundesstaat Utah.
Während der Olympischen Winterspiele 2002 in Salt Lake City war die Bahn Austragungsort der Rennen im Bob, Rennrodeln und Skeleton. Neben der Olympia-Bobbahn Mount Van Hoevenberg in Lake Placid ist sie eine von zwei Bahnen des Landes.

## Geschichte

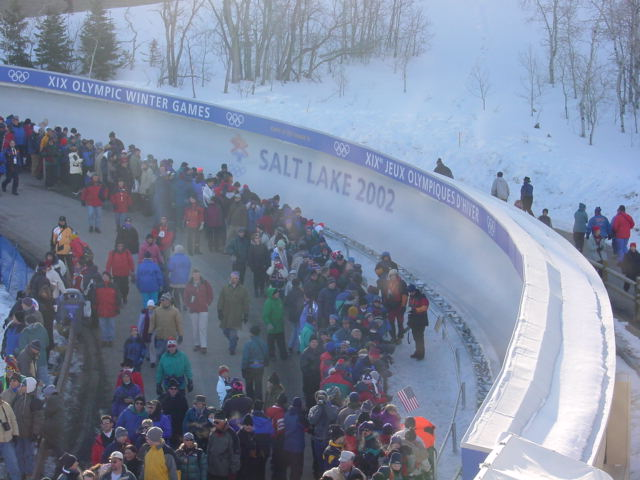
Bahn während den Winterspielen 2002

1989 stimmten die Bürger von Utah in einem Referendum für die Austragung von Olympischen Winterspielen. Dies ermöglichte die Finanzierung eines Olympiaparks durch Steuergelder, wenn Salt Lake City seine Bewerbung für die Olympischen Winterspiele 1998 oder 2002 erhalten würde. 1990 kündigte die Utah Sports Authority an, den Park in Bear Hollow in der Nähe von Park City zu errichten, dabei sollten unter anderem Sprungschanzen sowie eine Bob- und Rodelbahn im Park entstehen. Am 15. Juni 1991 verlor Salt Lake City jedoch seine Bewerbung für die Olympischen Winterspiele 1998 gegen Nagano. Jedoch begann der Bau des Parks am 29. Mai 1991. Die geschätzten Kosten des Parks beliefen sich dabei auf 26,3 Millionen US-Dollar und umfassten die Sprungschanzen, die Bob- und Rodelbahn sowie eine Tageshütte. Nach Fertigstellung der Utah Olympic Park Jumps wurden diese am 9. Januar 1993 eingeweiht. Die Bob- und Rennrodelbahn wurde vom deutschen Rennrodeltrainer Josef Lenz entworfen. Mit einem Festakt erfolgte am 3. Juni 1994 der Spatenstich für die Bahn. Nach zweieinhalb Jahren Bauzeit wurde die Strecke am 28. Dezember 1996 fertiggestellt und am 25. Januar 1997 eröffnet. Der allererste Lauf auf der neuen Bahn wurde am 10. Januar 1997 von Rennrodler Jon Owen durchgeführt. Da Salt Lake City am 16. Juni 1995 als Ausrichter der Olympischen Winterspiele 2002 ausgewählt wurde, entwickelten die Verantwortlichen neue Pläne um den Park zu erweitern. Am 14. Juli 1999 ging der Park mit seinen Anlagen schließlich aus dem Besitz der Utah Sports Authority an das SLOC über.
Die Baukosten der Bahn beliefen sich auf etwa 25 Millionen US-Dollar. Sie wurde mit 297.000 Watt Schienenbeleuchtung, 62 Wasserhydranten, 24 Kameras, 8 Anzeigetafeln und 49 Zeitmesspunkten ausgestattet. Die Bahn verfügt über 87 km Rohrleitungen mit 50.000 kg Ammoniakkühlung, die die Strecke auf −26 °C kühlen können. Insgesamt befinden sich 59 Temperatursonden auf der Bahn. Diese sollen sicherstellen, dass die Eistemperatur ordnungsgemäß überwacht wird. Auf der gesamten Bahn schützt ein einziehbares Beschattungssystem im Wert von 1 Million US-Dollar die Strecke vor Sonne und Schnee, was den Energieverbrauch um 25 Prozent und die Notwendigkeit, die Strecke vom Schnee zu räumen, reduziert.
Am 16. Oktober 2001 stellte der US-amerikanische Rennrodler Tony Benshoof auf der Bahn mit einer Geschwindigkeit von 139,4 km/h einen Weltrekord auf. Dieser wurde Teil der Guinness World Records und bestand bis 2009 ehe Felix Loch im Whistler Sliding Centre 153,98 km/h fuhr.
Während der Olympischen Winterspiele 2002 besuchten 74.187 Zuschauer die Bob-, 14.860 die Skeleton- und 64.104 die Rennrodel-Rennen.

## Bahnrekorde
| Disziplin                   | Rekord | Athleten                          | Datum             | Zeit     |
| --------------------------- | ------ | --------------------------------- | ----------------- | -------- |
| Zweierbob Männer            | Start  | Justin Kripps & Jesse Lumsden     | 9. November 2011  | 4,77 s   |
| Zweierbob Frauen            | Start  | Kaillie Humphries & Heather Moyse | 14. November 2009 | 5,22 s   |
| Rennrodeln Einsitzer Männer | Start  | David Möller                      | 2. Dezember 2006  | 2,617 s  |
| Rennrodeln Einsitzer Männer | Bahn   | Markus Prock                      | 11. Februar 2002  | 44,271 s |
| Rennrodeln Einsitzer Frauen | Start  | Tatjana Hüfner                    | 2. Dezember 2006  | 3,075 s  |
| Rennrodeln Einsitzer Frauen | Bahn   | Sylke Otto                        | 13. Februar 2002  | 42,940 s |
| Rennrodeln Doppelsitzer     | Start  | Tobias Wendl & Tobias Arlt        | 13. Dezember 2013 | 3,016 s  |
| Rennrodeln Doppelsitzer     | Bahn   | Patric Leitner & Alexander Resch  | 15. Februar 2002  | 42,953 s |

## Ausgetragene Wettkämpfe
- Olympische Winterspiele 2002
- Rennrodel-Weltmeisterschaften 2005
- Skeleton-Weltcup: 2005/06, 2006/07, 2007/08, 2008/09, 2009/10, 2010/11, 2012/13, 2013/14, 2015/16
- Rennrodel-Weltcup: 2000/01, 2002/03, 2003/04, 2006/07, 2010/11, 2013/14, 2015/16